# Naemorhedus griseus
Naemorhedus griseus är ett getdjur i släktet goraler som förekommer i östra Asien. Det svenska trivialnamnet kinesisk goral förekommer för arten. Populationen listades fram till början av 2000-talet som underart till långsvansad goral (Nemorhaedus caudatus).

## Utseende
Arten blir ungefär lika stor som andra släktmedlemmar. Pälsen bildas av en kort underull samt av lite styva täckhår. Den har på ovansidan en mörkbrun, rödbrun eller ljus gråbrun färg och undersidan är täckt av ljusare päls. Längs ryggens topp sträcker sig en mörk strimma. Kännetecknande är dessutom påfallande vita fläckar på strupen och på bröstet. Vid överarmarna förekommer svarta strimmor. Körtlarna framför ögonen som är typiska för flera andra hovdjur är små eller de saknas helt. Trots allt finns det ett litet naket område där. Naemorhedus griseus har däremot körtlar vid hovarna. Hornen är korta och bakåt böjda samt utrustade med små knölar. Arten har en yvig tofs vid svansens spets.

## Utbredning
Denna goral har flera från varandra skilda populationer i östra Kina. Utbredningsområdet fortsätter fram till nordöstra Indien, Myanmar, norra Thailand och norra Vietnam. Kanske når arten Bangladesh och norra Laos. Arten lever i bergstrakter som ligger minst 1600 meter över havet. Den vistas vanligen i branta och klippiga områden. Habitatet utgörs av lövfällande eller städsegröna bergsskogar som kan innehålla några barrträd.

## Ekologi
Detta getdjur letar främst på morgonen och på kvällen efter föda och ibland är det mitt på dagen aktivt. Yngre exemplar av hankön och honor bildar flockar med 4 till 12 medlemmar. Äldre hannar lever däremot ensam. Under parningstiden försvarar varje hanne ett revir som är 22 till 25 hektar stort. Flockar med honor har cirka 40 hektar stora territorier. Arten äter olika växtdelar som blad, kvistar, gräs och nötter. Getdjuret orienterar sig främst med hjälp av hörseln och lukten.
Efter dräktigheten som varar i 170 till 218 dagar föds allmänt en unge. Den är bra utvecklad och har förmågan att stå på sina egna ben efter några få timmar. Efter en dag kan ungen följa efter modern. Födelsen sker vanligen i maj eller juni och under hösten slutar honan med digivning. Efter första vintern blir ungen självständig. Ungen blir oberoende av könet efter ungefär tre år könsmogen. Uppskattningsvis lever Naemorhedus griseus 15 år.
Arten har flera naturliga fiender som tiger, snöleopard, lodjur och varg.

## Status
Naemorhedus griseus jagas intensiv av människor för köttets, pälsens och några andra kroppsdelars skull som används i den traditionella asiatiska medicinen. Oftast används snara för att fånga djuret. IUCN uppskattar att beståndet minskade med 30 procent under de gångna 21 åren (tre generationer, räknad från 2008) och listar Naemorhedus griseus som sårbar (VU). För att skydda arten upptogs den i appendix I av CITES. Getdjuret hittas dessutom i olika naturskyddsområden.